# Distrito de Querocotillo
El distrito de Querocotillo es uno de los quince que conforman la provincia de Cutervo ubicada en el departamento de Cajamarca en el Norte del Perú.  Limita por el Norte con el distrito de Pucará (Jaén); por el Este con el distrito de Calláyuc; por el Sur con los distritos de Cutervo y Querocoto (Chota); por el Oeste con los distritos de Querocoto e Incahuasi (Ferreñafe). 
Desde el punto de vista jerárquico de la Iglesia católica forma parte de la Prelatura de Chota, sufragánea de la Arquidiócesis de Piura.

## Historia
En el siglo XIX y primeras décadas del siglo XX, el distrito de Querocotillo constituyó uno de los principales pueblos de Jaén, llegando inclusive a funcionar por algún tiempo en este poblado la Subprefectura, el Juzgado de Primera instancia, La Primera Zona Tabacalera y otras importantes dependencias de la provincia de Jaén. Esto se debe a que en aquellos tiempos Jaén era un pueblo demasiado atrasado, su clima temido por el terrible paludismo y otras enfermedades, además al no existir carretera, la distancia a dicho poblado era enorme.
El distrito de Querocotillo fue creado mediante Ley N.º 1296, se integra a la población de Cutervo.

## Geografía
El distrito de Querocotillo tiene una superficie aproximada de 697,1 km², lo que lo convierte en el distrito más extenso de la provincia de Cutervo, abarcando casi la tercera parte del territorio provincial.
Su territorio se caracteriza por su diversidad geográfica, con altitudes que superan los 3 500 m s. n. m. en las zonas más elevadas, pertenecientes a la Cordillera Occidental de los Andes. Estas áreas presentan un clima predominantemente frío y hostil para el asentamiento humano permanente, lo que ha limitado históricamente la ocupación y el desarrollo de actividades agrícolas en dichas altitudes.
Las zonas habitables se concentran principalmente en las partes intermedias y bajas del distrito, donde el clima es templado y más propicio para las actividades agrícolas y ganaderas que constituyen la base de su economía.

## Capital
El pueblo de Querocotillo es la capital del distrito homónimo, ubicado a 1,973 metros sobre el nivel del mar (m.s.n.m.). En la actualidad, Querocotillo cuenta con una carretera que lo une con la provincia de Chota y la ciudad de Chiclayo. Posee servicios básicos como agua potable, desagüe, telefonía fija y móvil, servicio postal, posta sanitaria y centros educativos en los tres niveles básicos.
Con la ciudad capital provincial (Cutervo) se comunica en parte aún por caminos de herradura, aunque se encuentra en construcción la carretera vía Sinchimache.«Gobierno Regional de Cajamarca - Gerencia Subregional de Cutervo». 2024. Consultado el 17 de julio de 2025.
Es junto con Sócota, uno de los distritos más desarrollados de la provincia de Cutervo. En educación, el distrito cuenta con:
- 06 Centros Educativos de Nivel Inicial
- 57 Centros Educativos de Nivel Primaria
- 10 Centros Educativos de Nivel Secundaria
- 01 Centro de Educación Técnico-Productiva (CETPRO).«Identicole - Directorio de Instituciones Educativas del Perú». 2024. Consultado el 17 de julio de 2025.

### Centros Poblados
Entre sus centros poblados más destacados, algunos reúnen condiciones para alcanzar la categoría de municipalidades delegadas:
Sillangate, Santa Rosa, Puerto Delicias (La Lancha), El Molino.

### Campiñas y Áreas Productivas
Las principales campiñas y zonas agrícolas del distrito de Querocotillo son:
- Agua Blanca
- Balconcillo
- Barbasco
- Barbechos
- Calucan
- Chaupe
- Choloque
- Chumbicate
- Corral
- El Guayo
- El Limón
- El Molino
- El Palmo
- El Tomate
- Granadillo
- Guayabas
- Hornopampa
- Huancas
- Inguer
- La Colpa
- La Laguna
- La Succha
- Las Palmas
- Lanche
- Limapampa
- Maraybamba
- Minas
- Moshoqueque
- Ñule
- Pajurillo
- Pampa Grande
- Paric
- Patipampa
- Puerto Delicias (La Lancha)
- Quipayuc
- Quilagán
- Sagasmache
- San Andrés
- San Antonio
- Santa Rosa
- Sauces

## Población
Según estimaciones recientes para el año 2024, el distrito de Querocotillo cuenta con aproximadamente 12 641 habitantes, lo que representa una densidad poblacional de unos 18,4 habitantes por km² en sus 687 km² de extensión.  
No obstante, algunas fuentes no oficiales aún mantienen la cifra de 16 988 habitantes, lo que lo situaría como el segundo distrito más poblado de la provincia de Cutervo, solo por detrás del distrito capital, Cutervo.
De acuerdo al Censo Nacional de 2007, Querocotillo tenía 16 549 habitantes, mayoritariamente en zonas rurales. El descenso observado en años posteriores podría deberse tanto a cambios en la metodología censal como a procesos demográficos como migración o ajustes territoriales.
En términos generales, aunque con alta dispersión poblacional, Querocotillo presenta un patrón demográfico mayormente rural, con comunidades dispersas y un crecimiento demográfico moderado en los últimos años.
Esta tendencia descendente también refleja los efectos de la migración interna, especialmente hacia zonas urbanas de la región Lambayeque y otras partes de la costa, donde existen mayores oportunidades laborales y de servicios básicos. A nivel regional, Cajamarca ha registrado un saldo migratorio negativo persistente, y distritos rurales como Querocotillo son particularmente sensibles a estos procesos.
Pese a ello, la cabecera distrital de Querocotillo muestra un incipiente desarrollo urbano, con mejor acceso a servicios educativos, agua potable, y conectividad vial hacia ciudades como Cutervo y Chiclayo. Sin embargo, la mayoría de la población continúa habitando en caseríos rurales, dedicados principalmente a la agricultura de subsistencia y a la ganadería, lo que refuerza el carácter eminentemente rural del distrito.

## Autoridades

### Municipales
- 2023 - 2026
  - Alcalde: JOSE LUIS FENANDEZ TAPIA [9]
  - Colaboradores benéficos: ERNESTO FLORES VILCHEZ [10][11]

### Policiales
- Comisario:

### Religiosas
- Prelatura de Chota[12]
  - Obispo Prelado: Mons. Fortunato Pablo Urcey, OAR

## Radios
- Radio Las Palmas "La Voz Del Campesino - Construyendo La Gran Diferencia" (www.radiolaspalmas.pe)
- Radio JHP 96.9 FM -"Alegría que se siente" - radiojhp.com.pe  (enlace roto disponible en Internet Archive; véase el historial, la primera versión y la última).
- Nc Radio 94.3 FM - "Frecuencia Lider en la FM" - Wed: https://ncradioquerocotillo.net.pe